# Estatua de Mary Anning
La estatua de Mary Anning es una escultura de bronce que representa a la paleontóloga y coleccionista de fósiles británica Mary Anning, situada en la localidad inglesa de Lyme Regis, a unos 40 km al oeste de Dorchester y otros 40 km al este de Exeter.

## Campaña de recaudación de fondos
En agosto de 2018, una niña de 11 años de Dorset, Evie Swire, con el apoyo de su madre Anya Pearson, inició una campaña pública llamada «Mary Anning Rocks».
La campaña, que pretendía promover un monumento a una científica del siglo XIX, tenía como objetivo destacar el sesgo en el número de estatuas de hombres en el Reino Unido en comparación con las de mujeres (más del 85 % de las estatuas que hay son de hombres). Antes de la erección de la estatua en mayo de 2022, había otras tres estatuas de una mujer en el suroeste de Inglaterra: la estatua de Nancy Astor de 2019 en Plymouth, La estatua de la reina Victoria de 1888 en Bristol y la estatua de la reina Victoria de 1902 en Weymouth.
Los planes para iniciar la parte de financiación colectiva de la campaña en mayo de 2020 se suspendieron debido a la pandemia de COVID-19 en Inglaterra, y el grupo Mary Anning Rocks vendió camisetas en su lugar. En noviembre de 2020 se lanzó la campaña de financiación colectiva pública retrasada para recaudar el dinero necesario para encargar una estatua de Mary Anning para su ciudad natal de Lyme Regis.
Entre los patrocinadores y partidarios de la campaña se incluyen la profesora Alice Roberts, el científico y divulgador David Attenborough y la novelista Tracy Chevalier.

## Características
En enero de 2021, la campaña había recaudado más de £70.000, suficiente para que la escultora Denise Dutto fabricara la escultura. Realizó una maqueta de la pieza, que se exhibió públicamente en el Teatro Marine de Lyme Regis el 22 de mayo de 2021, en el 222.º aniversario del nacimiento de Anning.
El permiso de planificación para la estatua, en un sitio con vista a Black Ven (donde María hizo muchos de sus descubrimientos), se presentó en noviembre de 2021 y otorgado por el Ayuntamiento de Dorset en enero de 2022. El sitio elegido para erigir la estatua está en el cruce de Long Entry y Gun Cliff Walk en Lyme Regis.

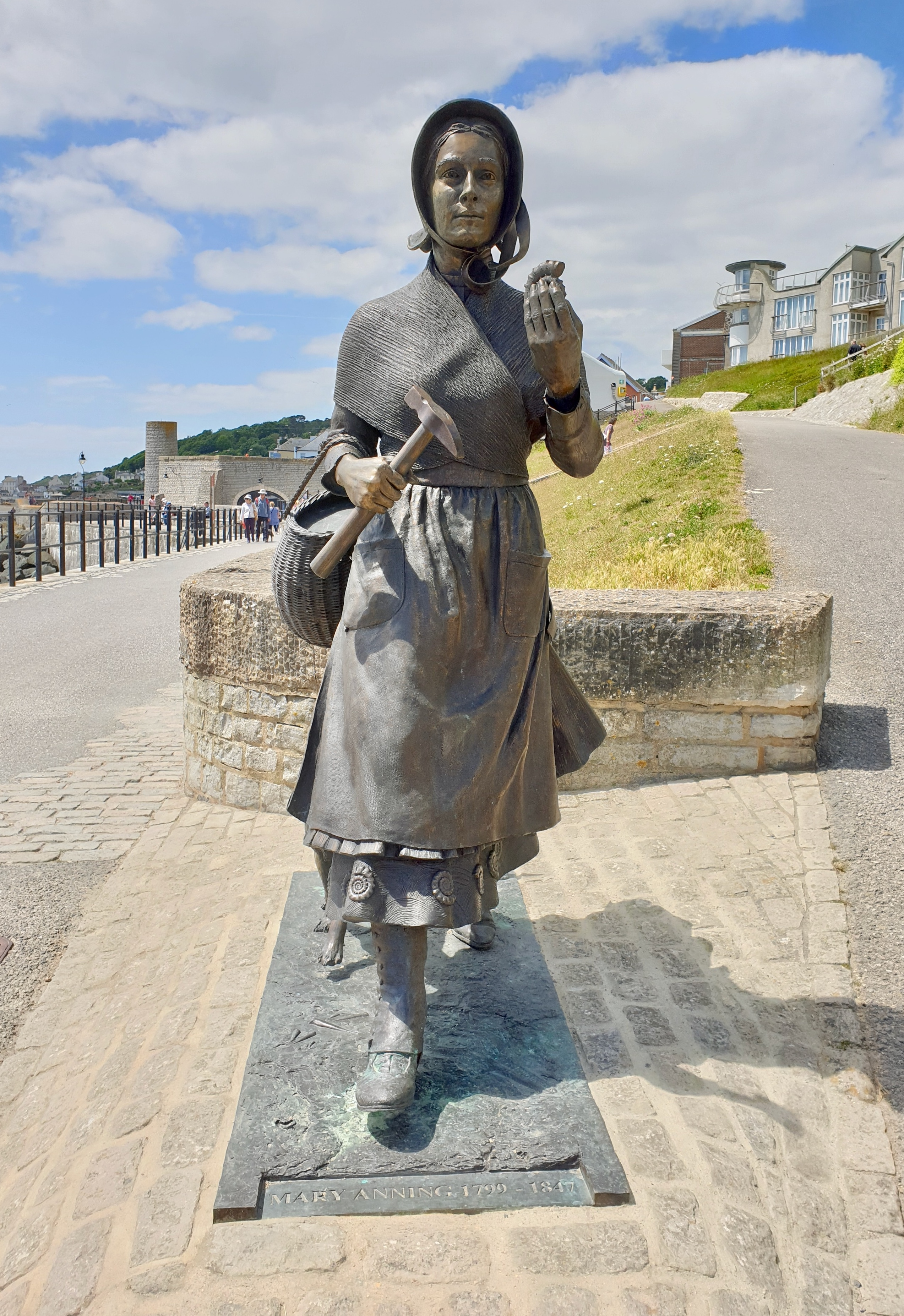
Vista frontal de la estatua
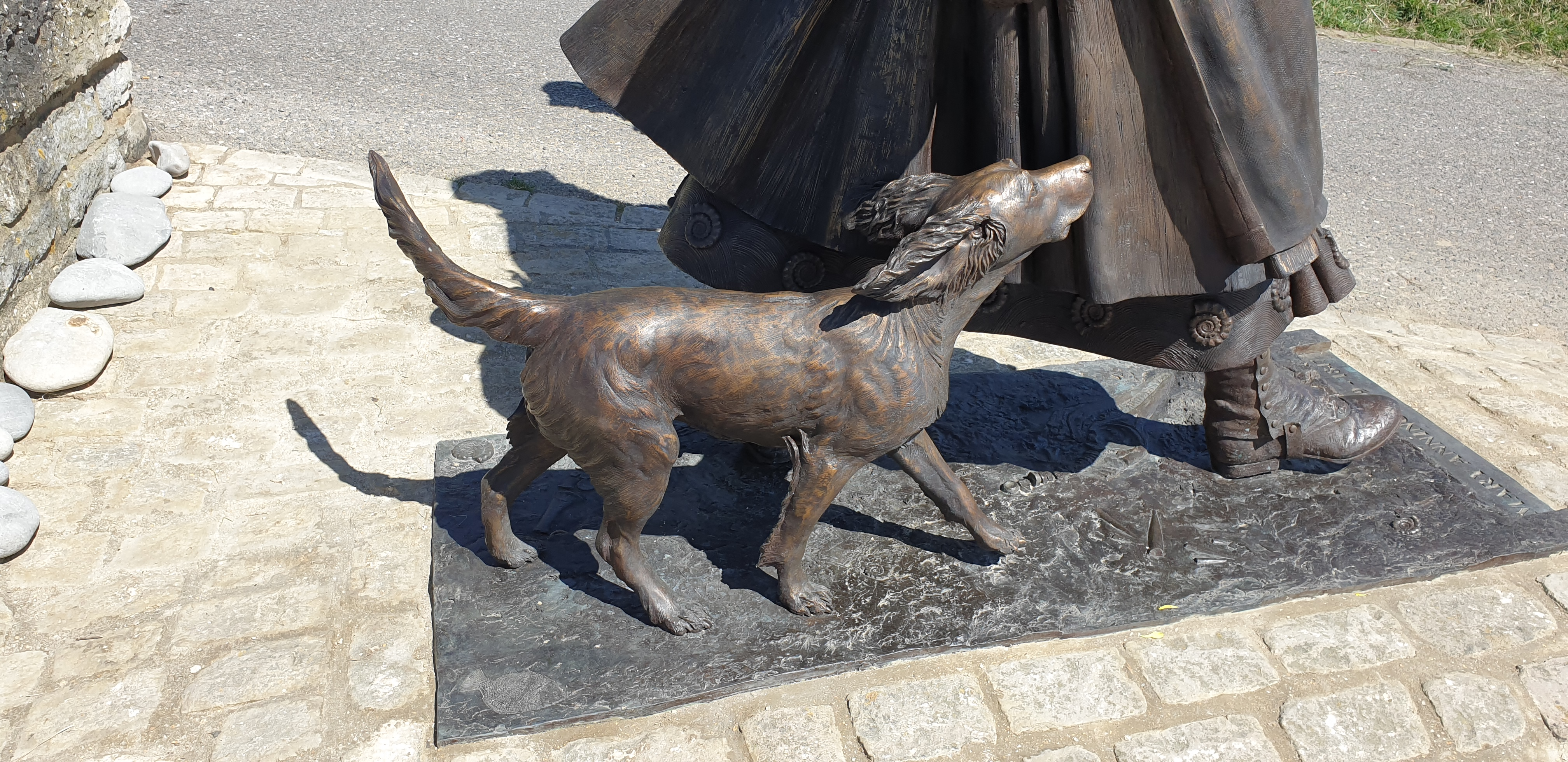
Detalle del pequeño perro a sus pies
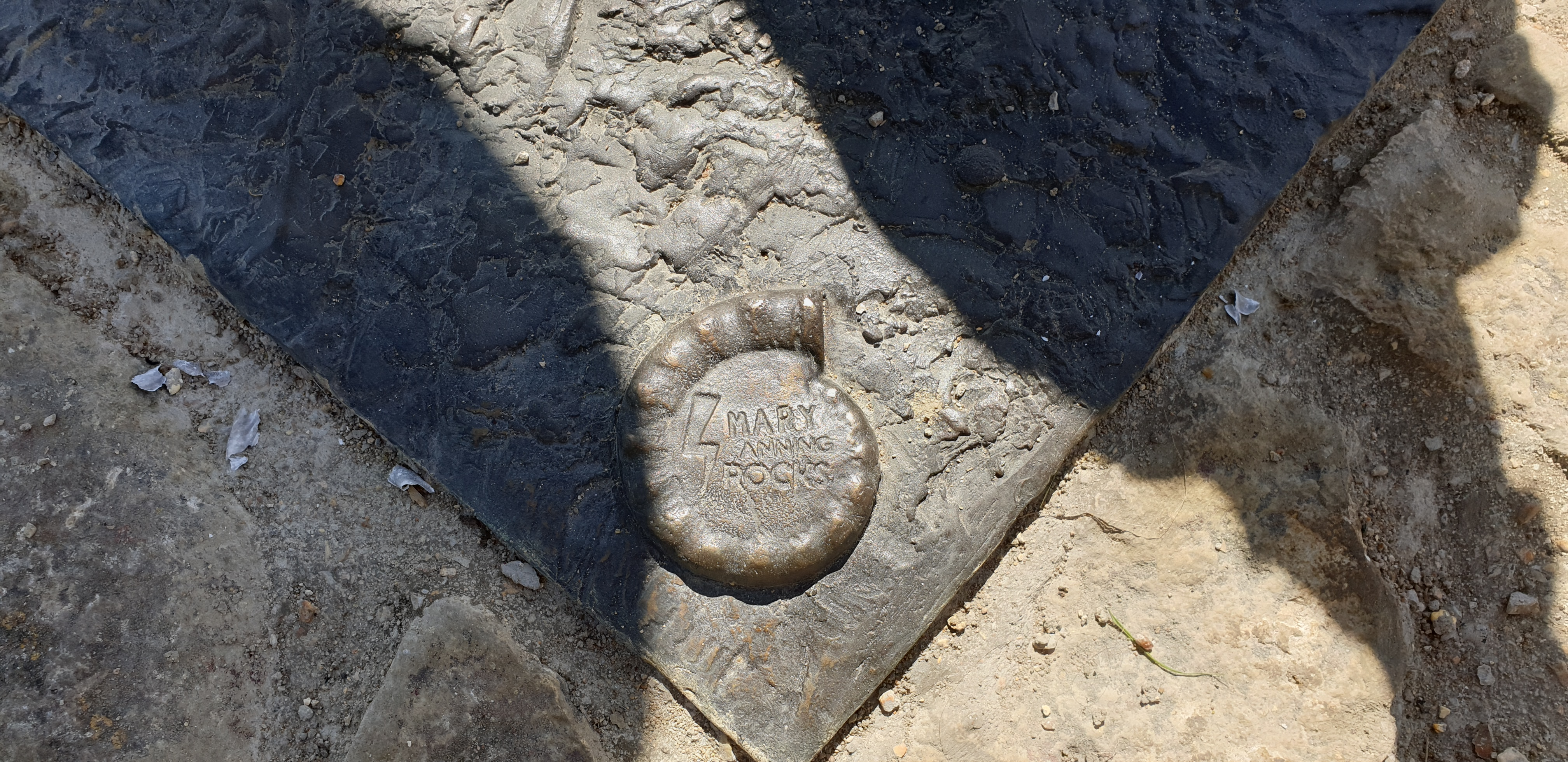
Logo de la campaña "Mary Anning Rocks"
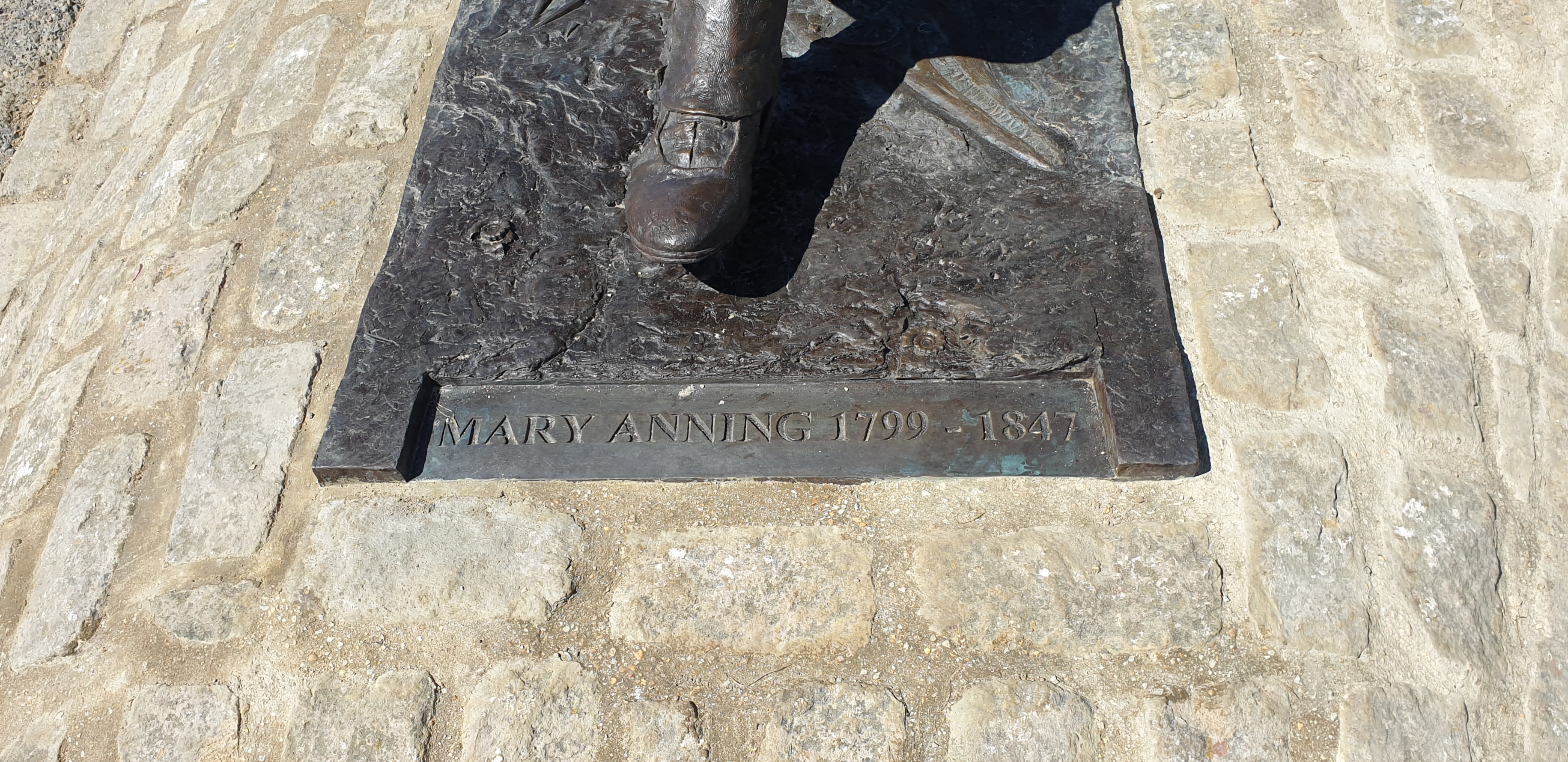
Inscripción en la base de la estatua
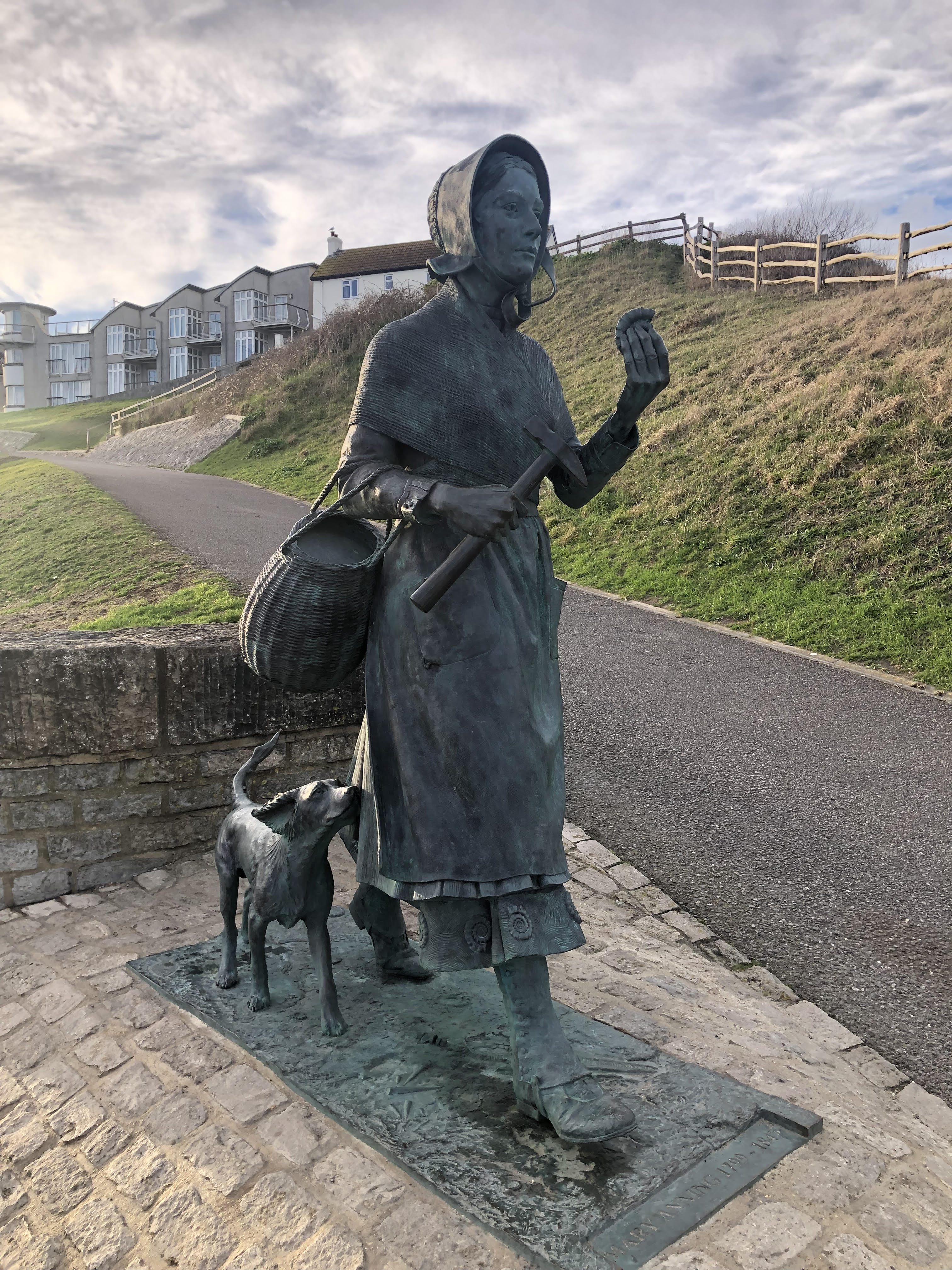
Vista lateral de la estatua

## Ceremonia de inauguración
La estatua fue inaugurada públicamente por Evie Swire y Alice Roberts el 21 de mayo de 2022, el 223 aniversario del nacimiento de Anning. A la ceremonia de inauguración asistieron cientos de simpatizantes, autoridades y personalidades, entre ellos Tracy Chevalier, Hugh Torrens, Anjana Khatwa, Dean Lomax y Tori Herridge.

## Recorrido de la maqueta

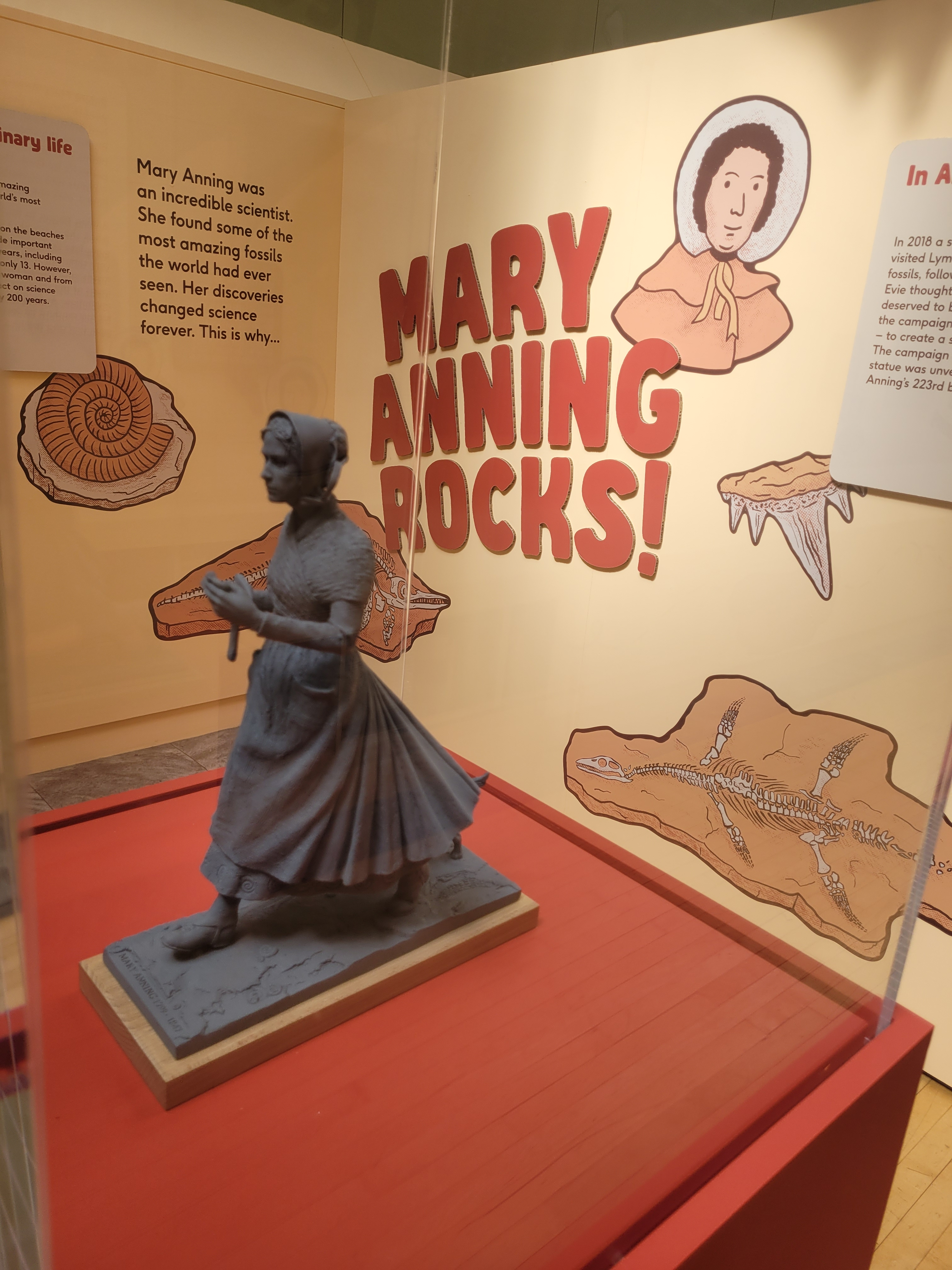
Maqueta de la estatua de Mary Anning en el Museo de Yorkshire, julio de 2023

Tras la exhibición pública original de la maqueta, ha estado de gira por todo el Reino Unido. Desde mayo de 2022 ha recorrido museos y espacios geológicos, incluidos el Museo de Historia Natural de Oxford, el Museo de Geología de Lapworth y Creswell Crags. Desde diciembre de 2023 se encuentra en el Museo y Galería de Arte de Hastings y está previsto que continúe de gira al menos hasta octubre de 2024.